# 覺羅克興額
覺羅克興額（1774年—？年），字伯詩，滿洲鑲白旗人，嘉慶年間繙譯進士。

## 履歷[1]
- 中试繙譯進士，以禮部額外主事用。
- 嘉慶十三年（1808年）七月內，補軍機章京[2]，是年九月內用盛京戶部員外郎。
- 嘉慶十六年（1811年），三年期滿調補工部員外郎。
- 嘉慶十八年（1813年）十月內赴河南軍營，十二月克復滑縣教匪，奉旨以直隸知府補用。
- 嘉慶十九年（1814年）八月內，引見，似可。
- 道光八年（1827年）十二月內，用浙江嚴州府知府[3]。
- 道光十二年（1831年），浙江嘉興府知府[4]，在任期間倡捐脩葺鴛湖書院[5]。
- 道光十四年（1833年），補授山東莒州知州[6][7][8]
- 道光十七年（1836年），山東濟寧直隸州知州[9][10]。